# Rock With You (chanson de Basto)
Pour les articles homonymes, voir Rock with You (homonymie).
Singles de Basto
Another Place
(2007)
Rock With You est une chanson de Basto sortie en 2005 sous le major UMG. La chanson a été écrite et produite par Basto.

## Classement par pays
| Classement (2006)                       | Meilleure position |
| --------------------------------------- | ------------------ |
| Pays-Bas                                | 23                 |
| Belgique (Flandre Ultratop 50 Singles)  | 24                 |
| Belgique (Wallonie Ultratop 50 Singles) | 22                 |
| France Club 40                          | 16                 |